# Alexei Maximowitsch Fridman

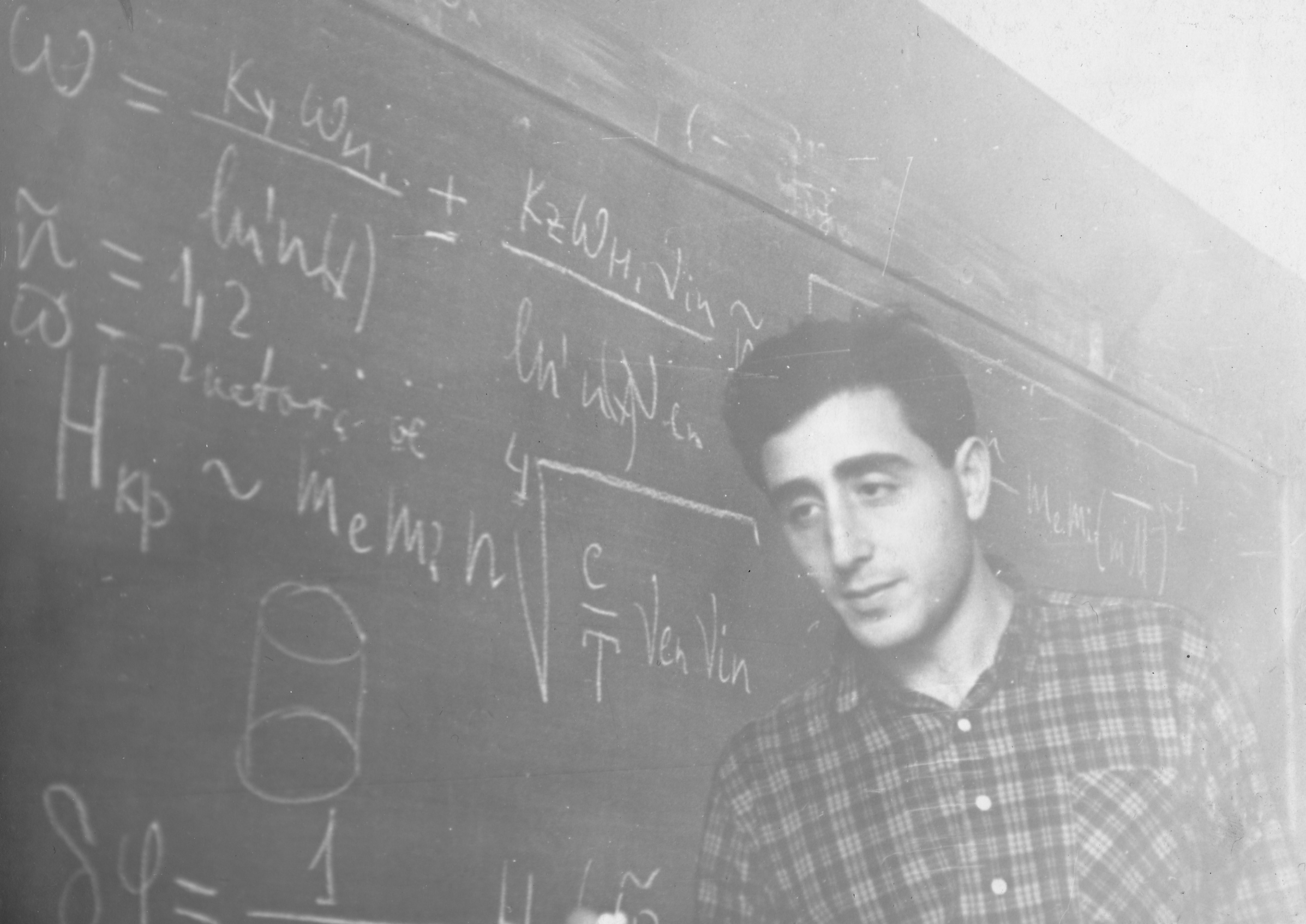
Alexei Fridman

Alexei Maximowitsch Fridman (russisch Алексей Максимович Фридман; * 17. Februar 1940 in Moskau, damals UdSSR; † 29. Oktober 2010 in Jerusalem, Israel) war ein russischer Physiker.

## Leben

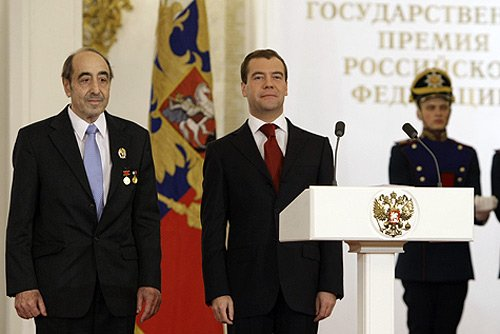
Fridman beim Erhalt des Staatspreises der Russischen Föderation zusammen mit Dmitri Medwedew

Alexei Fridman wurde als Sohn von Maxim Jefimowitsch Fridman (Chirurg) und Felizija Jakowlewna Scheinbaum (Juristin) am 17. Februar 1940 in Moskau geboren. In den 1950er Jahren zog die Familie nach Frunse (heutiges Bischkek) in die Kirgisische Sozialistische Sowjetrepublik. Im Jahr 1963 machte Fridman seinen Abschluss an der Staatlichen Universität Nowosibirsk. Fridman promovierte 1966 zum Kandidaten der Wissenschaften (kandidat nauk) und war seit diesem Jahr als Juniorwissenschaftler am Institut für Nuklearphysik der Russischen Akademie der Wissenschaften in Nowosibirsk tätig. In den Jahren 1971 bis 1979 war er Laborleiter am IZMIRAN in Irkutsk und habilitierte 1976 zum Doktor der Wissenschaften (doktor nauk). Anschließend war Fridman Seniorwissenschaftler am Institut für Astronomie der Russischen Akademie der Wissenschaften in Moskau, wo er seit 1986 Leiter des Instituts für die Physik der Sternen- und Planetensysteme war. In Moskau war er an der Lomonossow-Universität als Hochschullehrer tätig. Seit 1991 war Fridman im Organisationskomitee der IAU. 1994 wurde Fridman korrespondierendes Mitglieder der Russischen Akademie der Wissenschaften und wurde 2000 zum Akademiemitglied gewählt.
Fridman erhielt während seiner Zeit als Forscher viele nationale und internationale Auszeichnungen. So wurde ihm 1989 der Staatspreis der UdSSR, verliehen. Zudem erhielt er zweimal (2003 und 2008) den Staatspreis der Russischen Föderation. Er starb nach langer Krankheit am 29. Oktober 2010 in Jerusalem.

## Veröffentlichungen

### Bücher
- Fridman, A.M., Poljačenko, V.L.: Ravnovesie i ustojčivost' gravitirujuščich sistem (Moskau, Nauka, 1976)
- Polyachenko, W.L., Fridman, A.M.: Physics of Gravitating Systems (New-York: Springer-Verlag, 1984)
- Fridman, A.M., Poljačenko, V.L.: Fizika planetnych kolec (Moskau, Nauka, 1994)
- Fridman, A.M., Polyachenko, W.L.: Physics of planetary rings : celestial mechanics of continuous media (New-York: Springer-Verlag, 1999)
- Fridman, A.M., Polyachenko, W.L.: Neustojčivosti gravitirujuščich sistem (Moskau, Akademija 1998)

### Artikel
Fridman veröffentlichte insgesamt mehr als 250 wissenschaftliche Veröffentlichungen aus den Bereichen Plasmaphysik, Quantenphysik, theoretische Physik, Kosmologie, relativistische Astrophysik und vielen anderen Bereichen.